# Friedrichswalde
Friedrichswalde is een gemeente in de Duitse deelstaat Brandenburg, en maakt deel uit van het Landkreis Barnim.
Friedrichswalde telt 809 inwoners.